# Idel Ural
Idel Ural (en tàtar: Идел-Урал өлкәсе, İdel-Ural ölkäse, إِديل-اٗورال ئۈلكەسىٰ), també coneguda com l'estat Volga-Ural o la República d'Idel-Ural, fou un estat primer autònom (maig 1917 a gener 1918) i independent (gener a maig 1918) a la zona dels Urals a Rússia durant la Guerra Civil russa.
D'acord amb la resolució del primer congrés general dels Musulmans de Rússia celebrat de l'1 al 10 de maig de 1917 els baixkirs, tàtars i Txuvaixos van crear un Comitè Central de tres membres (Zeki Velidi, Said Miras i Allah Berdi Djafer) per organitzar l'autonomia territorial. El juliol de 1917 va tenir lloc un altre congrés (Milli Kuraltay) a Kazan on per primera vegada es va utilitzar la bandera que pretenia representar els tres pobles. A la tardor es va començar a organitzar l'exèrcit i el 3 de desembre de 1917 es va establir el govern musulmà autònom a Orenburg encapçalat per Bikbavoghlu Yunus. El mateix 3 de desembre de 1917 la bandera provisional del Idel Ural va ser adoptada com a bandera nacional.
El 24 de gener de 1918 es va proclamar independent, tot i que només controlava part de Kazan i Ufà. El març de 1918 els bolxevics es van rebel·lar a Oremburg i van prendre el poder. Els membres del govern provisional del Idel Ural van ser detinguts, menys algun que va aconseguir escapar-se (entre ells el cap de govern Yunus) i fugir cap a Kazan on van crear la República Tsabulatxnaia, i el 1919 Kazan esdevingué la capital de la República Socialista Soviètica Autònoma Tàtar.